# ヤンコ・ヴコティッチ

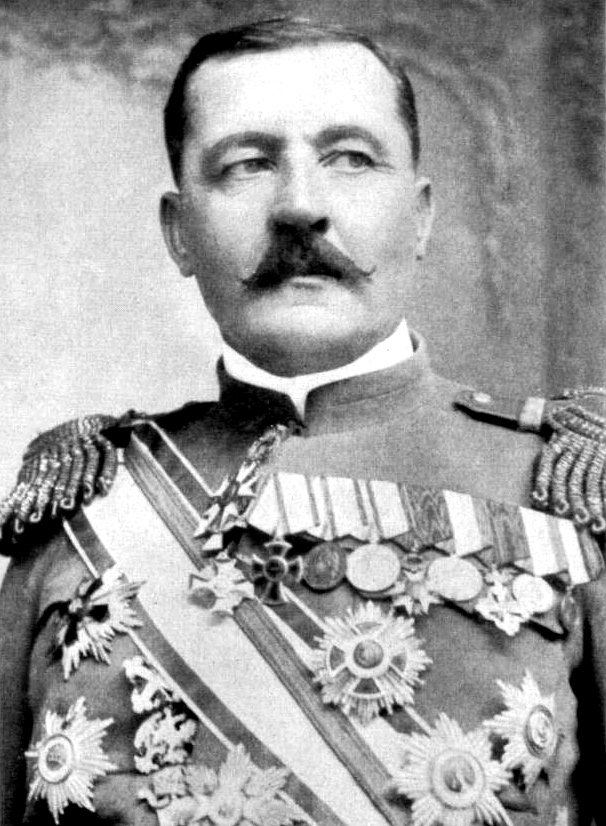
ヤンコ・ヴコティッチ

ヤンコ・ヴコティッチ（Јанко Вукотић、1866年2月18日 - 1927年2月4日）は、モンテネグロ、ユーゴスラビアの軍人、政治家。少将。モンテネグロの国防相、首相を歴任。
モンテネグロ、チェヴォ出身。中学校卒業後、1881年、義勇兵としてモンテネグロ軍に参加。イタリアの歩兵下士官学校を卒業し、1886年、モデナの士官学校を卒業した。1886年、モンテネグロ歩兵隊に入隊。
1905年～1914年、国会議員。1910年のモンテネグロ軍再編の際、第1師団長に任命された。1912年～1913年のバルカン戦争時、西部支隊を指揮し、最高司令部本部を率いた。1913年のバルカン戦争時、セルビア戦線において、モンテネグロ師団を指揮。1913年のブカレスト和平の代表団に加わった。1913年4月25日からモンテネグロ国防相（戦時中は国防相を離れ、外務相を兼任）兼閣僚会議議長（首相）、侍従武官。
第一次世界大戦勃発と共に、ヘルツェゴビナ支隊司令官、1914年10月中旬からサンツァッチ支隊司令官。1914年12月、ヴコチッチ内閣は総辞職した。モンテネグロ軍が大損害を被った後、ニコラ1世は国を離れ、ヴコチッチに全権を委譲し、1916年1月3日、彼をモンテネグロ最高司令部参謀長に任命した。1月21日、モンテネグロ軍は降伏し、ヴコチッチは抑留された。
1919年4月、将官としてユーゴスラビア軍に移る。1920年8月から第2軍管区本部で勤務し、その後、シュマジス、ボサン師団区司令官を歴任。